# Rick Slor
Rick Slor (Veendam, 16 augustus 1971) is een Nederlands voormalig profvoetballer.
Hij speelde in zijn carrière voornamelijk voor BV Veendam met uitstapjes naar FC Emmen en FC Groningen. Tegenwoordig is hij hoofdtrainer bij amateurclub VV Rolder Boys.

## Carrière
| Periode   | Club         | Competitie     | Wedstrijden | Goals |
| --------- | ------------ | -------------- | ----------- | ----- |
| 1989-1992 | BV Veendam   | Eerste divisie | 97          | 3     |
| 1992-1994 | FC Groningen | Eredivisie     | 51          | 0     |
| 1994-1999 | BV Veendam   | Eerste divisie | 135         | 4     |
| 1999-2002 | Emmen        | Eerste divisie | 84          | 0     |
| 2002-2006 | BV Veendam   | Eerste divisie | 115         | 7     |